# التغيير (أغنية غيمس)
التغيير (بالفرنسية: Changer)‏ وهي إصدار منفرد لمغني الراب الكونغولي غيمس، تم إصدارها في ديسمبر 2013 وهي إصدار منفرد لألبومه الأول سابليمينال.

## التصنيف والشهادات

### التصنيف الأسبوعي
| التصنيف                                                     | أفضل مرتبة |
| ----------------------------------------------------------- | ---------- |
| تصنيف الألبومات البلجيكية (أولتراتوب فلاندرز)               | 15         |
| تصنيف الألبومات البلجيكية (أولتراتوب فلاندرز)               | 5          |
| تصنيف الألبومات البلجيكية (أولتراتوب فلاندرز)               | 20         |
| تصنيف الألبومات الفرنسية (الاتحاد الوطني للنشر الفونوغرافي) | 9          |

### الشهادات
| الدولة | المنظمة                          | أفضل مرتبة |
| ------ | -------------------------------- | ---------- |
| فرنسا  | الاتحاد الوطني للنشر الفونوغرافي |            |
| بلجيكا | أولتراتوب                        |            |